# Septième Docteur
 (octobre 2022).
Si vous disposez d'ouvrages ou d'articles de référence ou si vous connaissez des sites web de qualité traitant du thème abordé ici, merci de compléter l'article en donnant les références utiles à sa vérifiabilité et en les liant à la section « Notes et références ».
Le Septième Docteur est une incarnation du Docteur, protagoniste de la série de science-fiction Doctor Who diffusée sur la BBC. Il est interprété par Sylvester McCoy.
Cette septième incarnation du personnage se montre d'abord fantaisiste et ingénieuse, puis devient rapidement plus nuancée, secrète et manipulatrice. Sa première compagne était Melanie Bush (Bonnie Langford), une programmeuse d'ordinateurs qui voyageait déjà avec son incarnation précédente, qui fut remplacée par Ace (Sophie Aldred), une adolescente troublée, experte en explosifs qui devient sa protégée.
La première apparition du Septième Docteur à la télévision eut lieu en 1987. Après que le programme est arrêté fin 1989, les aventures du Septième Docteur ont continué en novélisations  jusqu'à la fin des années 1990. Le Septième Docteur fait une apparition au début du téléfilm de 1996 avant d'être remplacé par le Huitième Docteur,
interprété par Paul McGann.

## Histoire du personnage

### Saison 24 (1987)

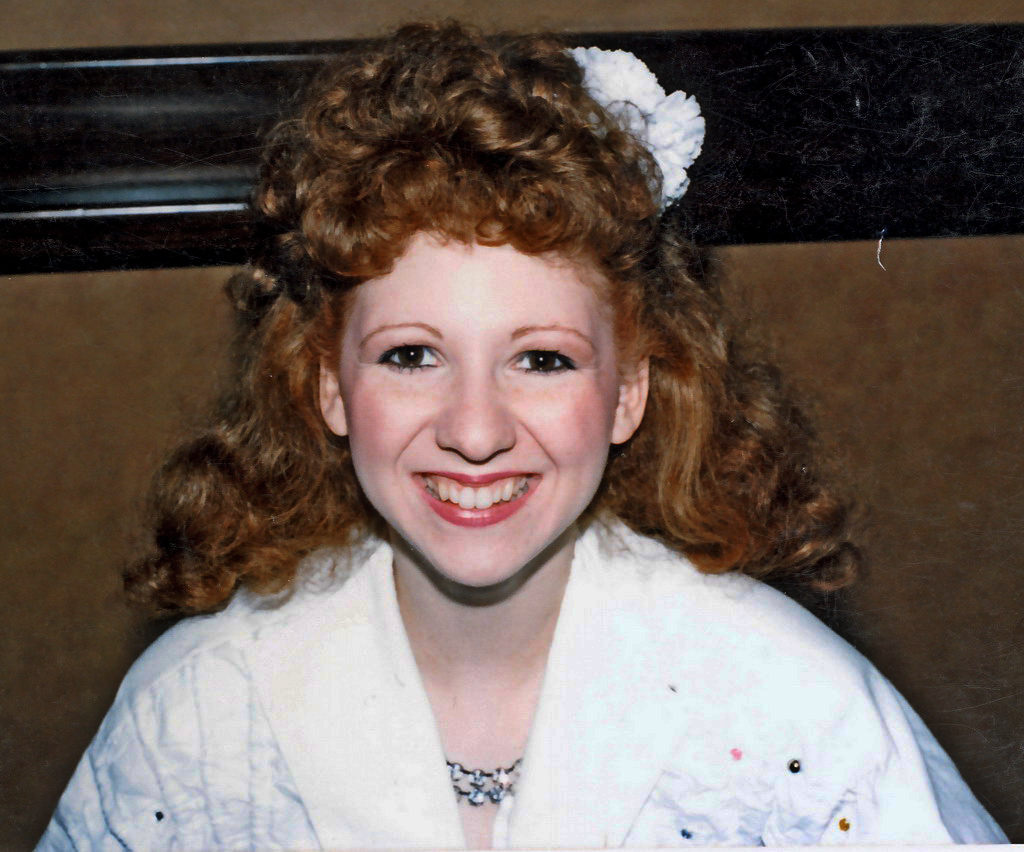
Bonnie Langford, l'interprète de Mel Bush, lors d'une convention en 1986.

Lorsque le TARDIS est attaqué par la Rani, le Sixième Docteur est gravement blessé et forcé de se régénérer. Après une période post-régénératrice de confusion et d'amnésie (causé chimiquement par la Rani), le Septième Docteur déjoue les plans de cette dernière et rejoint sa compagne Mel pour de fantaisistes aventures dans les Tours du Paradis et dans un camp de vacances gallois des années 1950.
Sur la planète Svartos, Mel décide de quitter le Docteur pour le mercenaire intergalactique Sabalom Glitz. Pendant cette même période, le Docteur croise la route d'une adolescente hors du temps, Ace.

### Saison 25 (1988 - 1989)

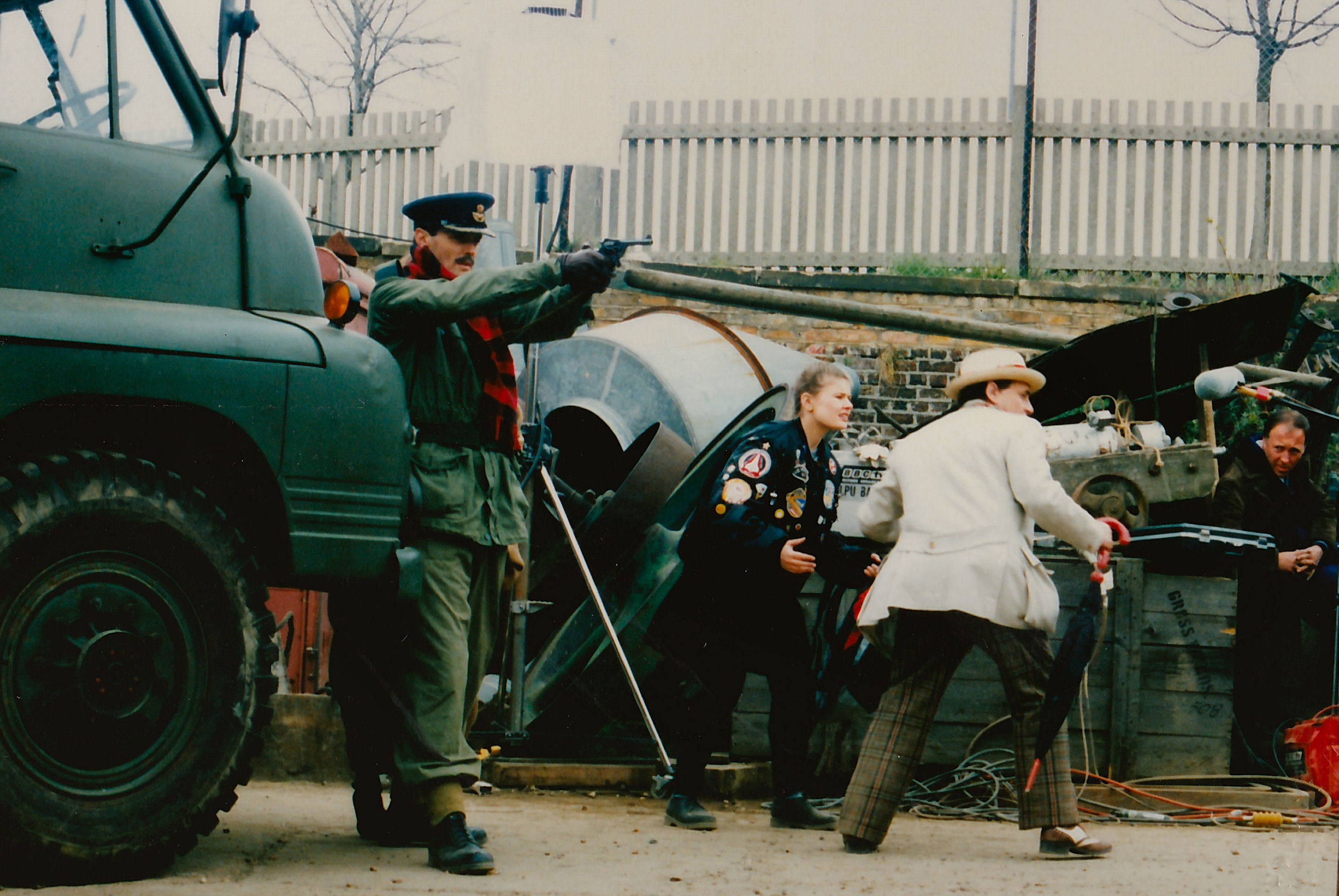
Simon Williams, Sylvester McCoy et Sophie Aldred sur le tournage de Remembrance of the Daleks.

Même si le Docteur ne le mentionne pas souvent, il finit par reconnaître qu'un ancien ennemi, précédemment connu sous le nom de Fenric, était responsable de la tempête temporelle qui a transporté Ace de la banlieue londonienne des années 80 à Svartos dans un lointain futur. Cela l'ayant rendu plus secret et déterminé, le Docteur décide de prendre Ace sous sa protection et il commence à lui apprendre les choses de l'univers, tout en gardant un œil sur la menace Fenric. Le Docteur commença à utiliser des approches plus intrigantes et proactives pour battre ses ennemies, utilisant notamment la Main de Omega pour un plan élaboré consistant à piéger les Daleks, ce qui entraîna la destruction de leur planète natale, Skaro. Plus tard, il utilisa une approche similaire et un autre artefact des Seigneur du Temps pour détruire la flotte des Cybermen. Il engendra la chute d'un gouvernement d'oppression en une seule nuit et affronta les Dieux de Ragnarock durant le cirque de la planète Segonax.

### Saison 26 (1989)

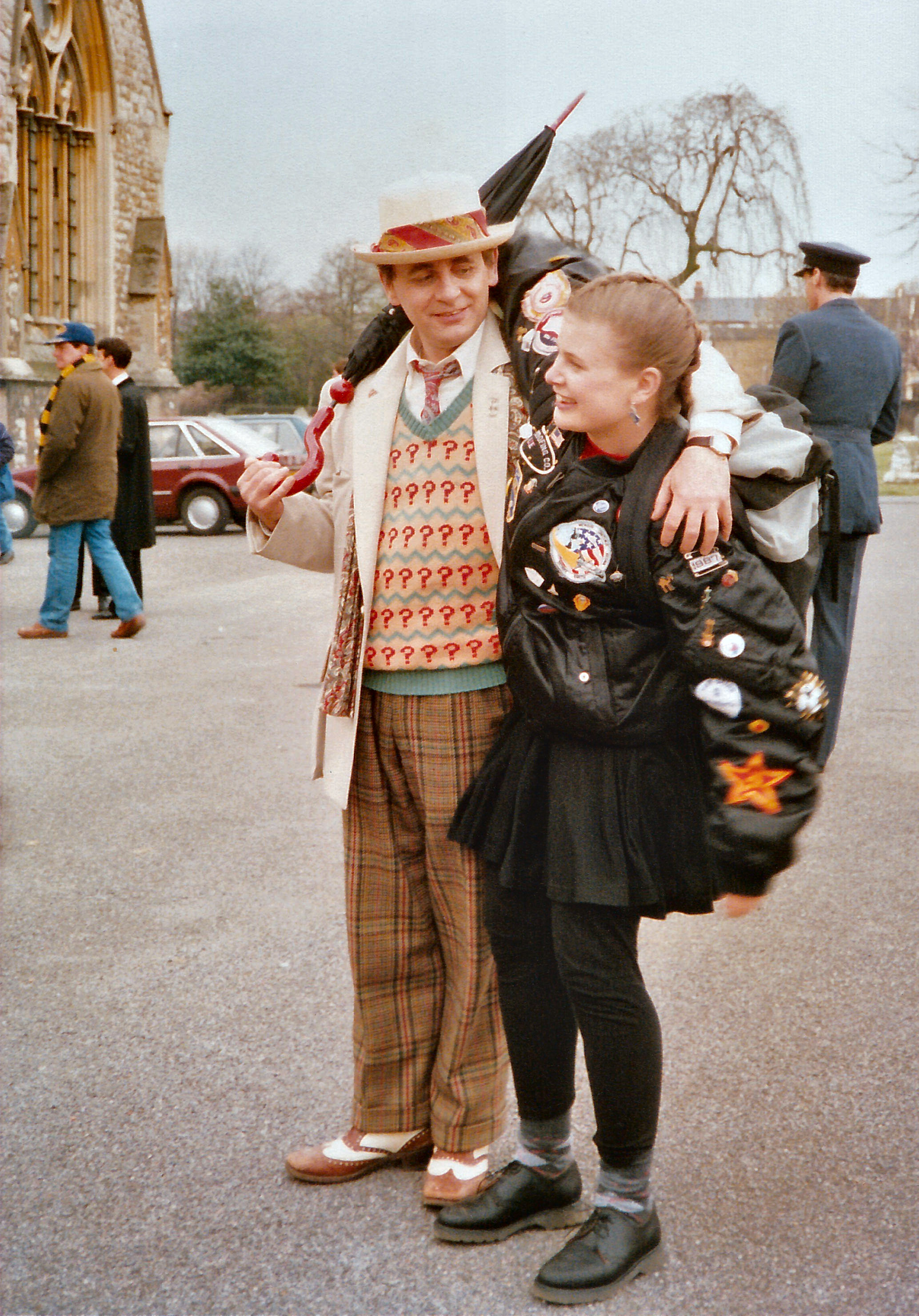
Sophie Aldred et Sylvester McCoy sur le tournage de Remembrance of the Daleks.

Plus tard, il s'associa à son vieil ami, le Brigadier Lethbridge-Stewart, dans le but de vaincre des forces provenant d'une dimension alternative présente sur terre.
Les manipulations du Septième Docteur n'étaient pas seulement réservées à ses ennemies. Dans le but d'aider Ace à affronter son passé, il l’amena en 1883 dans une maison victorienne de sa ville d'origine de Perivale qui a brûlé en 1983. Le Docteur finit par affronter et battre Fenric sur une base navale anglaise pendant la Seconde Guerre mondiale, révélant ainsi l'impact de cette dernière dans le passé d'Ace. Le Docteur continua à la traiter comme son élève en la ramenant à Perivale ; cependant, elle décida de continuer à voyager avec lui. Les causes de sa séparation avec le Docteur n'ont pas été montrées à la télévision.

### Search Out Space(1990)
Lors de cet épisode spécial Search Out Space, le Docteur est l'hôte d'une émission télévisée. Les concurrents sont : Ace, K-9 et Cédric de la planète Glurk. Ils doivent répondre aux diverses questions données au cours du jeu.

### Dimensions in Time(1993)
L'épisode Dimensions in Time, célébrant le 30e anniversaire de la série. Malgré le fait que le caractère canonique de l'épisode soit remis en question, on peut y voir les Troisième, Quatrième, Cinquième, Sixième et Septième Docteurs affronter la Rani avec leurs compagnons. La Rani a piégé les Docteurs et leurs compagnons dans une boucle temporelle de 20 ans dans le quartier fictif d'Albert Square (de la série EastEnders), les forçant à changer constamment d'apparence et d'époque. Le Septième Docteur se retrouve donc aux côtés de Ace, Leela et K-9. 

### Le Seigneur du Temps(1996)
À la fin de son incarnation, le Septième Docteur a eu la tâche de transporter les restes de son ancien ennemi, Le Maître, de la planète Skaro à Gallifrey. Cela se montra comme étant une grave erreur puisque, même en n'ayant pas de forme physique, le Maître réussit à prendre le contrôle du TARDIS du Docteur et le fit poser à San Francisco en 1999. Le Docteur se fait tirer dessus en se retrouvant au milieu d'une fusillade inter gang. Il fut amené à l’hôpital, mais la tentative des médecins de le sauver l'ont, à la place, "tué" dans un dernier cri de douleur. Il est la seule incarnation du Docteur qui est mort de façon humaine. À cause de l'anesthésie, le Docteur ne s'est pas régénéré tout de suite après sa mort ; il le fit quelques heures plus tard, allongé sur un lit de la morgue.

### 24 Carat(2021)
Mini-épisode sorti en 2021 à l'occasion de la sortie blu-ray de la saison 24 de Doctor who. Plusieurs investisseurs rendent visite à Melanie Bush pour lui proposer des projets commerciaux, lors qu'un vieil ami mystérieux revient… Mel commence progressivement à réaliser qui est le personnage mystérieux avec une cape, et il jette cette dernière dynamiquement sur le côté pour confirmer ses soupçons. Il s'agit du Docteur qui est revenu rendre visite à Mel après de nombreuses années d'intervalle. Il offre à Mel un « enregistrement holographique en six dimensions » de leurs aventures ensemble, lui et Mel s'envolant ensuite ensemble dans le TARDIS pour regarder l'une d'entre elles.

### The Power of the Doctor(Spécial centenaire BBC 2022)
Le Septième Docteur réapparaît dans Le Pouvoir du Docteur (2022), en y faisant une apparition à l'occasion du centenaire de la BBC et du dernier épisode du Treizième interprétée par Jodie Whittaker. Lors de cet épisode, le Septième Docteur ainsi que le Premier, le Cinquième, le Sixième et le Huitième Docteur apparaissent sous forme de manifestations mentales de la conscience du Docteur et aident ensemble le treizième Docteur à récupérer son corps en annulant la régénération forcée par le Maître. Il apparaît aussi en hologramme et a une discussion avec sa compagne Ace.

### Tales of the TARDIS (2023)
Lors de l'épisode The Curse of Fenric de ce spin off de Doctor Who, le septième Docteur et Ace se retrouvent et se souviennent de leur combat contre un mal ancien lors de la Seconde Guerre mondiale, où une malédiction viking ramène les morts à la vie.

### Mentions ultérieures
- Dans La Famille de Sang (2007), on peut apercevoir un dessin du Septième Docteur dans le journal de John Smith.
- De courtes séquences du Septième Docteur peuvent être vues dans Cyber Noël (2008), Le Prisonnier Zéro (2010), Le Cyberplanificateur (2013), Le Nom du Docteur (2013), Le Jour du Docteur (2013) et Les Enfants intemporels (2020).
- Dans Il était deux fois (2017), la Dame de Verre cite différents noms attribués au Docteur, dont « Le Destructeur de Skaro », faisant directement référence aux événements de Remembrance of the Daleks.

## Personnalité
|                                               |  |  |
| Deux costumes portés par le Septième Docteur. |  |  |

Le Septième Docteur est l'incarnation qui a eu les changements les plus poussés. À ses débuts, il était quelqu'un de pataud (à risquer sa vie mais sans mettre de côté sa grande intelligence et ses bonnes intentions) qui s'est ensuite dirigé vers une voie plus sombre en prenant une attitude de joueur pour vaincre ses adversaires, que ça soit des nouveaux ou des anciens. Il donnait toujours le sentiment d'être accueillant, curieux, judicieux et charmant. Cependant, quand il commençait à choisir ses combats et à garder des secrets pour lui, il arrivait à donner un sentiment sérieux, contemplatif, de manipulateur et plein d'autorité.
Afin de faire le show-man, le Docteur se faisait souvent passer pour le bouffon du roi, préférant souvent manipuler les événements en arrière-plan. À l'image de sa seconde incarnation, il était préparé à jouer l'idiot dans le but que ses ennemis le sous estiment, ce qui lui permettait indéniablement de les vaincre. C'était un artiste qui usait d'un répertoire de tours de magie, d'illusions et d’échappatoires afin de compléter ses plans.

## Liste des apparitions

### Épisodes deDoctor Who(1987-1989)

#### Vingt-quatrième saison (1987)
| N°  | Part. | Titre original                       | Scénario          | Réalisation      | Première diffusion au Royaume-Uni                                      | Code | Audience[réf. nécessaire] (en millions) |
| --- | ----- | ------------------------------------ | ----------------- | ---------------- | ---------------------------------------------------------------------- | ---- | --------------------------------------- |
| 144 | 1     | Time and the Rani (4 épisodes)       | Pip et Jane Baker | Andrew Morgan    | 7 septembre 1987 14 septembre 1987 21 septembre 1987 28 septembre 1987 | 7D   | 5,1 4,2 4,3 4,9                         |
| 145 | 2     | Paradise Towers (4 épisodes)         | Stephen Wyatt     | Nicholas Mallett | 5 octobre 1987 12 octobre 1987 19 octobre 1987 26 octobre 1987         | 7E   | 4,5 5,2 5                               |
| 146 | 3     | Delta and the Bannermen (3 épisodes) | Malcolm Kohll     | Chris Clough     | 2 novembre 1987 9 novembre 1987 16 novembre 1987                       | 7F   | 5,3 5,1 5,4                             |
| 147 | 4     | Dragonfire (3 épisodes)              | Ian Briggs        | Chris Clough     | 23 novembre 1987 30 novembre 1987 7 décembre 1987                      | 7G   | 5,5 5 4,7                               |

#### Vingt-cinquième saison (1988-1989)
| N°  | Part. | Titre original                               | Scénario        | Réalisation   | Première diffusion au Royaume-Uni                                 | Code | Audience[réf. nécessaire] (en millions) |
| --- | ----- | -------------------------------------------- | --------------- | ------------- | ----------------------------------------------------------------- | ---- | --------------------------------------- |
| 148 | 1     | Remembrance of the Daleks (4 épisodes)       | Ben Aaronovitch | Andrew Morgan | 5 octobre 1988 12 octobre 1988 19 octobre 1988 26 octobre 1988    | 7H   | 5,5 5,8 5,1 5                           |
| 149 | 2     | The Happiness Patrol (3 épisodes)            | Graeme Curry    | Chris Clough  | 2 novembre 1988 9 novembre 1988 16 novembre 1988                  | 7L   | 5,3 4,6 5,3                             |
| 150 | 3     | Silver Nemesis (3 épisodes)                  | Kevin Clarke    | Chris Clough  | 23 novembre 1988 30 novembre 1988 7 décembre 1988                 | 7K   | 6,1 5,2                                 |
| 151 | 4     | The Greatest Show in the Galaxy (4 épisodes) | Stephen Wyatt   | Alan Wareing  | 14 décembre 1988 21 décembre 1988 28 décembre 1988 4 janvier 1989 | 7J   | 5 5,3 4,8 6,6                           |

#### Vingt-sixième saison (1989)
Dans un contexte où la série est sur le point de se faire annuler (bien que l'équipe n'a été informée de l'annulation de Doctor Who qu'après la production de la saison 26), Andrew Cartmel décide d'écrire un monologue mélancolique en guide d'ultime tirade. La série "classique" prend donc fin avec Survival en décembre 1989, aucun épisode inédit ne sera diffusé jusqu'en mars 2005.
| N°  | Part. | Titre original                   | Scénario        | Réalisation      | Première diffusion au Royaume-Uni                                      | Code | Audience[réf. nécessaire] (en millions) |
| --- | ----- | -------------------------------- | --------------- | ---------------- | ---------------------------------------------------------------------- | ---- | --------------------------------------- |
| 152 | 1     | Battlefield (4 épisodes)         | Ben Aaronovitch | Michael Kerrigan | 6 septembre 1989 13 septembre 1989 20 septembre 1989 27 septembre 1989 | 7N   | 3,1 3,9 3,6 4                           |
| 153 | 2     | Ghost Light (3 épisodes)         | Marc Platt      | Alan Wareing     | 4 octobre 1989 11 octobre 1989 18 octobre 1989                         | 7Q   | 4,2 4                                   |
| 154 | 3     | The Curse of Fenric (4 épisodes) | Ian Briggs      | Nicholas Mallett | 25 octobre 1989 1er novembre 1989 8 novembre 1989 15 novembre 1989     | 7M   | 4,3 4 4,2                               |
| 155 | 4     | Survival (3 épisodes)            | Rona Munro      | Alan Wareing     | 22 novembre 1989 29 novembre 1989 6 décembre 1989                      | 7P   | 5 4,8 5                                 |

### Épisodes audios duMain Range (Ace/Hex)(2000-2013)

#### Introduction (2000-2006)
Si la série classique de Doctor Who a officiellement pris fin en 1989, la série en tant qu'univers n'a jamais cessé de publier de nouvelles aventures, et sous des formats divers et variés. Survival s'étant conclue sur une fin ouverte, le Docteur de Sylvester McCoy est encore l'incarnation officielle du personnage dans la première moitié des années 90. Et à partir de 1999, c'est avec les histoires audios produites par Big Finish que les aventures du Docteur se poursuivent.
Au lendemain de la saison 26, le Docteur, toujours accompagné de Ace, fait la rencontre de Hex, un jeune homme venant de 2021. Dans la continuité des dernières saisons diffusées à la télévision, ces premiers audios se caractérisent par un ton toujours plus sombre et par la poursuite du développement du Docteur en tant que figure ambiguë, qui suscite crainte et effroi, parfois même à l'égard de ses compagnons. Chaque histoire est indépendante et composée de quatre épisodes de 30 minutes.
[liste non exhaustive, pour un souci de clarté, seuls les épisodes importants et/ou acclamés ont été pris en compte]
| Part. | Titre original              | Scénario                            | Réalisation  | Première sortie au Royaume-Uni | Code |
| ----- | --------------------------- | ----------------------------------- | ------------ | ------------------------------ | ---- |
| 1     | The Fearmonger (4 épisodes) | Jonathan Blum                       | Gary Russel  | 4 février 2000                 | 7R   |
| 2     | Colditz (4 épisodes)        | Steve Lyons                         | Gary Russell | 22 octobre 2001                | 7U   |
| 3     | The Harvest (4 épisodes)    | Dan Abnett                          | Gary Russell | 26 juin 2004                   | 7W   |
| 4     | Live 34 (4 épisodes)        | James Parsons, Andrew Stirlin-Brown | Gary Russell | 25 septembre 2005              | 7W/B |
| 5     | Night Thoughts (4 épisodes) | Edward Young                        | Gary Russell | Février 2006                   | 7W/C |
| 6     | The Settling (4 épisodes)   | Simon Guerrier                      | Gary Russell | Mai 2006                       | 7W/D |

#### La Forge (2006-2010)
| Part. | Titre original                     | Scénario                                                 | Réalisation    | Première sortie au Royaume-Uni | Code |
| ----- | ---------------------------------- | -------------------------------------------------------- | -------------- | ------------------------------ | ---- |
| 1     | No Man's Land (4 épisodes)         | Martin Day                                               | John Ainsworth | Novembre 2006                  | 7W/E |
| 2     | Forty-Five (4 épisodes)            | Mark Morris, Nick Scovell, Mark Michalowski, Steven Hall | Ken Bentley    | Novembre 2008                  | 7W/H |
| 3     | The Magic Mousetrap (4 épisodes)   | Matthew Sweet                                            | Ken Bentley    | Avril 2009                     | 7W/J |
| 4     | Enemy of the Daleks (4 épisodes)   | David Bishop                                             | Ken Bentley    | Mai 2009                       | 7W/K |
| 5     | The Angel of Scutari (4 épisodes)  | Paul Sutton                                              | Ken Bentley    | Juin 2009                      | 7W/L |
| 6     | Project : Destiny (4 épisodes)     | Cavan Scott, Mark Wright                                 | Ken Bentley    | Septembre 2010                 | 7W/M |
| 7     | A Death in the Family (4 épisodes) | Steven Hall                                              | Ken Bentley    | Octobre 2010                   | 7W/N |

### Épisodes deTales of the TARDIS
- 2023 : The Curse of Fenric

### Épisodes audio deBig Finish
Le Septième Docteur apparaît dans de nombreuses aventures sous format audio par Big Finish entre 1999 et 2017.

### Nouvelles
Après l'annulation de la série télévisée, les aventures continuèrent au sein d'une série de nouvelles appelées les Virgin New Adventures. Une soixantaine d'histoires sont sorties entre 1991 et 1997.